# Sanae Abdi
Sanae Abdi (Tetuán, 7 de julio de 1986) es una abogada germano-marroquí y política del Partido Socialdemócrata (SPD) que se ha desempeñado como miembro del Bundestag por el distrito electoral de Colonia I desde las elecciones federales de 2021. Es la primera persona nacida en Marruecos en servir en el Bundestag.

## Primeros años
Abdi nació en Tetuán, Marruecos y emigró a Alemania a la edad de tres años. Creció en Lüdenscheid, en la región de Sauerland de Renania del Norte-Westfalia y estudió derecho en la Universidad de Marburgo, la Universidad de Bonn y la Universidad de Colonia.
De 2018 a 2021, Abdi trabajó en la Sociedad Alemana de Cooperación Internacional en Bonn, donde coordinó proyectos sobre cadenas de suministro sostenibles en la industria textil.

## Carrera
Se postuló para el Bundestag en 2021 en un distrito que históricamente apoyó a los socialdemócratas, pero que había estado en manos de los demócratas cristianos desde las elecciones federales de 2013. Derrotó al titular Karsten Möring por el mandato directo.
En el parlamento, Abdi desde entonces se ha desempeñado en el Comité de Protección del Clima y Energía, el Comité de Cooperación y Desarrollo Económico y el Subcomité de Política Energética y Climática Internacional. También es la portavoz de su grupo parlamentario para la política de desarrollo.
Además de sus funciones en comités, Abdi forma parte del Grupo de Amistad Parlamentario Alemán para las Relaciones con los Estados del Magreb. Es miembro del Sindicato Alemán de Servicios Unidos (ver.di).